# Glasfenster (St. Maria Magdalena, Münnerstadt)

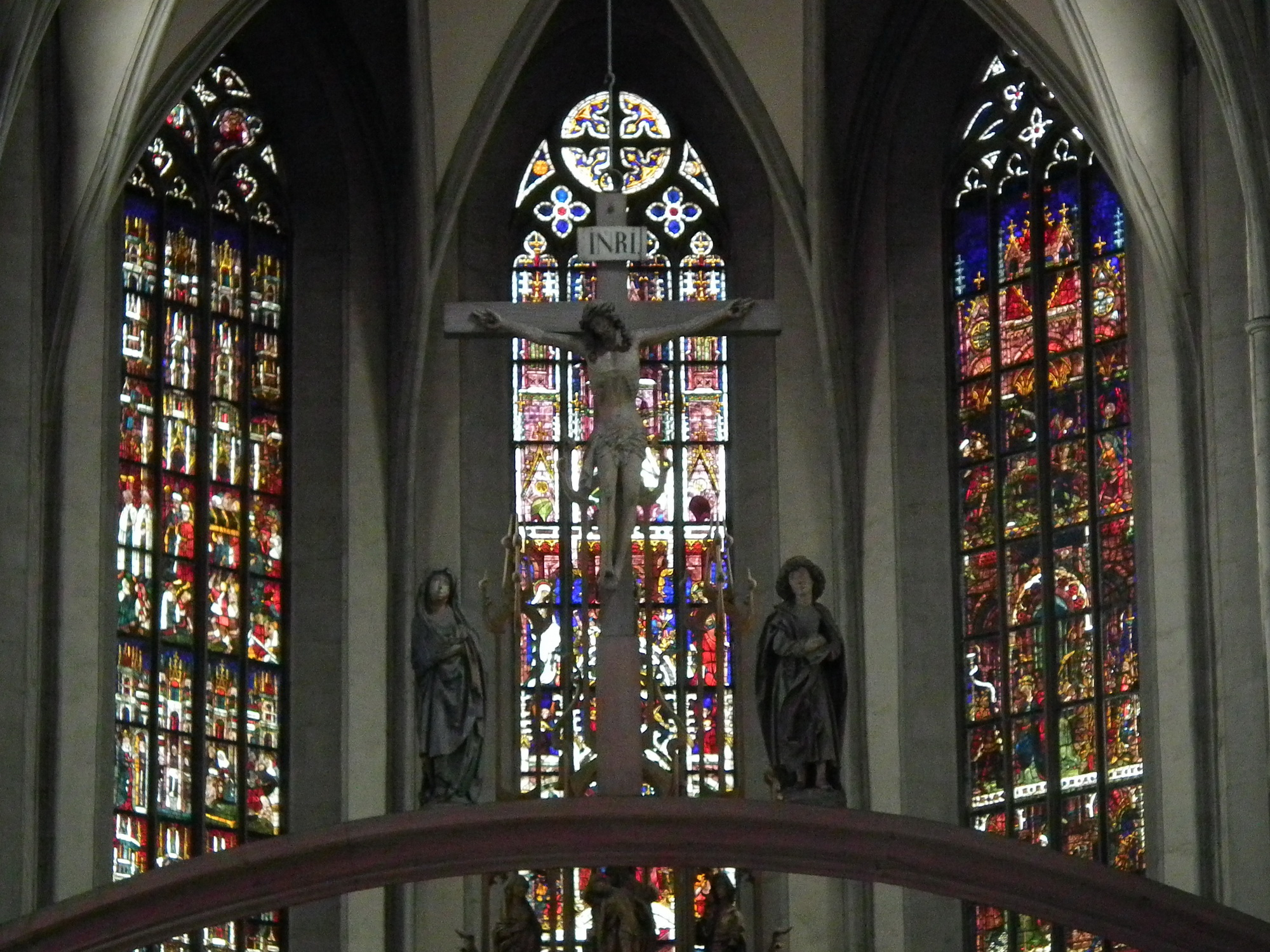
Kirchenfenster im Chorbereich.

Die Glasfenster der römisch-katholischen St.-Maria-Magdalena-Kirche in Münnerstadt im unterfränkischen Landkreis Bad Kissingen stammen aus dem 15. Jahrhundert.

## Geschichte
In der Epoche des 14. und 15. Jahrhunderts, in die die Entstehungszeit der Glasfenster fällt, entwickelte sich in Münnerstadt durch steigenden Wohlstand ein starkes städtisches Selbstbewusstsein. Dies wurde durch Faktoren wie zum Beispiel die Verleihung des Stadtrechts im Jahr 1385 (nach einem niedergeschlagenen Aufstand gegen die Stadtherren, den Bischof von Würzburg und den Grafen von Henneberg), was den Stadtbewohnern ein gewisses Mitspracherecht einräumte, sowie durch die Lage an der wichtigen Verkehrsverbindung zwischen Nürnberg und Erfurt begünstigt.
Nach dem Aufstand von 1385 gewannen die Münnerstädter Handwerker gegenüber dem Patriziat an Bedeutung. Dagegen verlor der Deutsche Orden, der im 13. Jahrhundert den Bau der St.-Maria-Magdalena-Kirche veranlasst hatte, sein Vertrauen bei der Münnerstädter Bevölkerung und musste in der zweiten Hälfte des 15. Jahrhunderts die Verwaltung der Stiftungen für die Pflege der Kirche an den Rat der Stadt abgeben. Die Finanzen der Stiftung wurden nun stattdessen von durch den Rat eingesetzten Heiligenmeister beziehungsweise Heiligenpfleger verwaltet.
In dieser Zeit initiierte die Bürgerschaft – wohl auch als Ausdruck des Wohlstandes der Stadt – den Bau eines neuen Kirchenchores. Für die Entstehung des Chores finden sich in der Literatur unterschiedliche Angaben. Eva Ulrich und Hartmut Krohm nennen einen Zeitraum von 1428 bis 1446, womit der Chor allerdings erst nach Entstehung der Fenster (etwa 1415/20 bis 1440) gebaut worden wäre. Julia und Christian Hecht hingegen vertreten die Auffassung, dass der 1400 begonnene Chorbau um 1420 vollendet gewesen sein muss. Demzufolge bezieht sich die am Südturm angebrachte Jahreszahl 1446 auf einen Zeitpunkt, an dem der Turm lange Zeit nach dem Chorbau seine heutige Höhe erreichte.
Die Herstellung der Glasfenster erstreckt sich über den relativ langen Zeitraum von etwa 1415 bis etwa 1440, weil im Mittelalter die Entstehung von Kirchenglasfenstern nicht auf Aufträge der betreffenden Pfarreien und Bistümer, sondern auf Stiftungen durch Privatpersonen zurückging. Die Fenster entstanden in zwei beziehungsweise drei Gruppen.
Nach der Reformation waren die Glasfenster so sehr dem Verfall ausgesetzt, dass der Münnerstädter Pfarrer wegen eindringenden Windes, Regens und Schnees keinen Gottesdienst mehr abhalten konnte. Hintergrund war, dass durch den Angriff der Reformation auf das Ablasswesen die Spenden für den Erhalt der Glasfenster zurückgingen. Einen noch größeren Eingriff bedeutete der von Fürstbischof Julius Echter von Mespelbrunn initiierte Umbau der Kirche von 1605 bis 1612. Im Zuge des Konzils von Trient sollte den Gläubigen eine gute Sicht auf das Geschehen am Altar ermöglicht werden. Die Maßnahmen führten beinahe zur Vernichtung der Fenster. Vom Ende des 16. bis in das 19. Jahrhundert hinein wurden die mittelalterlichen Glasfenster einerseits als veraltet und andererseits der durch die bunt bemalten Glasfenster eingeschränkte Lichteinlass als störend empfunden.
Durch die Rückbesinnung auf mittelalterliche Kunst, die vor allem durch die als nationale Aufgabe empfundene Vollendung des Kölner Doms zustande kam, fanden ab dem 19. Jahrhundert mehrere Reparaturarbeiten an den Fenstern statt. Erste Restaurierungsarbeiten fanden von 1818 bis 1820 sowie 1833/34 und 1851 statt. Der Umfang dieser Restaurierungen scheint begrenzt gewesen zu sein, da Autoren wie Josef Gutenäcker und Nikolaus Reininger in ihren Berichten über die Restaurierungen den Wunsch nach weiteren Instandsetzungen äußerten.
Umfangreichere Erneuerungen sowie Ergänzungen fehlender Scheiben fanden von 1898 bis 1899 unter der Leitung des in München ansässigen Königlichen Generalkonservatoriums statt. Die Arbeiten wurden von zahlreichen bedeutenden Münchner Glasmalereifirmen wie Carl de Bouché (der das Apostelfenster sowie das damals noch selbständige Katharinenfenster restaurierte), die Franz Mayer’sche Hofkunstanstalt (Elisabethfenster, Passionsfenster) und die Königlich-Bayerische Hofglasmalerei Franz Xaver Zettler (Magdalenenfenster, das damals noch auf zwei Fenster verteilte Pfingstfenster). Im Zuge dieser Restaurierung wurden die Bildzusammenhänge wiederhergestellt sowie die erhaltenen Scheiben in fast allen Fenstern – bis auf das vom Hochaltar verdeckte Fenster im Chorhaupt – von oben nach unten versetzt.
Durch Ausbau konnten die Fenster im Zweiten Weltkrieg vor der Zerstörung bewahrt werden. Das originale Maßwerk ist jedoch nicht mehr erhalten.
Bei den nächsten Restaurierungsarbeiten 1952/53 wurde versucht, die im 19. Jahrhundert vorgenommenen Versetzungen der Fenster wieder zurückzunehmen. Von der Versetzung betroffen waren das Passionsfenster, die Kiliansfragmente, das Katharinenfenster und das Magdalenenfenster.
Anfang der 1970er Jahre fanden weitere Restaurierungsarbeiten statt. Sie wurden von der Linnicher Firma Dr. H. Oidtmann, Werkstätten für Glasmalerei nach Vorgaben des Spezialisten Dr. Gottfried Frenzel ausgeführt. Auf diese Arbeiten geht die heutige Anordnung der Glasfenster zurück. Im Jahr 1974 erfolgte unter Leitung von Dr. Gottfried Frenzel eine weitere Restaurierung des Elisabethfensters. 1979/80 wurden die Glasfenster sorgfältig gereinigt.

## Fenster
Da entsprechende Urkunden oder Rechnungen aus der Entstehungszeit der Fenster nicht mehr erhalten sind, lassen sich die Werkstätten, aus denen die Fenster stammen, nicht mehr mit Sicherheit bestimmen. Trotz des Wohlstandes und der Bedeutung im Mittelalter war Münnerstadt jedoch zu klein, um eine eigene Glasmalereiwerkstatt zu beherbergen.
Die Fenster gehen in ihrer heutigen Anordnung auf die Restaurierungsarbeiten Anfang der 1970er Jahre zurück. Diese kommen der ursprünglichen Anordnung der Fenster von allen Restaurierungen zwar am nächsten, können den ursprünglichen Eindruck der Fenster jedoch nicht vollständig rekonstruieren.
Die Fenster stellen die Apostel, Szenen der Passion Christi und des Pfingstwunders sowie Szenen aus dem Leben der hl. Maria Magdalena, der hl. Katharina von Alexandrien und des hl. Kilian dar. Die Fenster bestehen aus Einzelelementen mit den Maßen 85 cm mal 45 cm. Zu beachten ist, dass die Szenen im jeweiligen Fenster von links nach rechts sowie von unten nach oben angeordnet sind. Teilweise sind zwischen den szenischen Darstellungen Architekturelemente und Fragmente angeordnet.
Mit Blick vom Kirchenschiff aus sind die Fenster von links nach rechts in folgender Reihenfolge angeordnet:

### Depotfenster

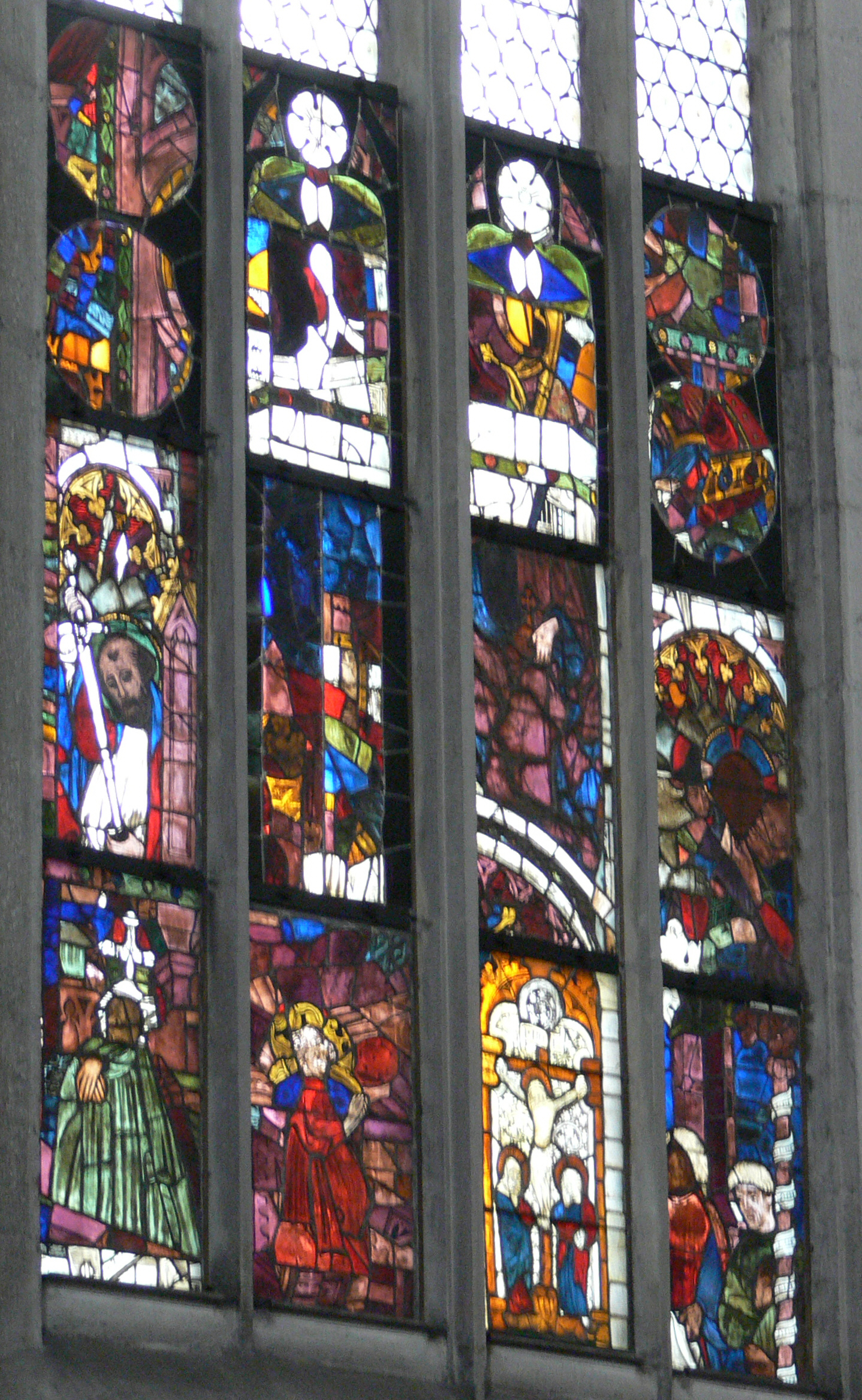
Das Depotfenster

Im Depotfenster wurden Anfang der 1970er Jahre jene Glaselemente untergebracht, die sich bei den verschiedenen Restaurierungsarbeiten keinem Fenster zuordnen ließen.
An der heutigen Position des Depotfensters befand sich von vor 1914 bis um 1970 das Apostelfenster, das nun in das direkt gegenüber liegende Fenster versetzt wurde.
In der untersten Zeile befinden sich ein Fragment, die Darstellung einer Figur, bei der es sich wahrscheinlich um einen Stifter handelt (wobei unbekannt ist, welches Fenster er stiftete), eine Darstellung der Kreuzigung Christi sowie die Darstellung zweier junger Männer.
Die Darstellung der Kreuzigung mit den gedrungenen Figuren und dem mit Ranken verziertem Hintergrund lässt eine Entstehung im Stil der Familie Parler um 1400 vermuten. Da diese Scheibe somit vor dem Chorbau in der Münnerstädter Pfarrkirche entstand, könnte sie ursprünglich aus einer anderen Kirche stammen.
In der zweiten Zeile sind Petrus im Garten Gethsemane, ein Fragment, ein thronender Christus (oder Gottvater, mit dem Fragment einer Marienkrönung) sowie der Judaskuss dargestellt.
Die dritte Zeile besteht aus Fragmenten.

### Pfingstfenster
Das Pfingstfenster entstand um 1425/30 beziehungsweise um 1440. Das Pfingstfenster ist wie das Apostelfenster im weichen Stil gestaltet, was sich in der Integration schön gezeichneter Figuren – siehe beispielsweise die weit fließenden Gewänder der Figuren des Apostelfensters – in einen großen architektonischen Aufbau äußert. Dieser Effekt kommt beim Apostelfenster viel besser zur Geltung als beim Pfingstfenster, dessen Figuren sich wegen ihrer Vielzahl gegenseitig bedrängen.
Das Pfingstfenster entstand wahrscheinlich in der gleichen Werkstatt wie das Apostelfenster. Dafür sprechen die perspektivischen Architekturen beider Fenster sowie die ähnlich gestalteten Gesichtszüge. Die perspektivische Anlage von Szenen über die gesamte Breite des Fensters findet sich in Deutschland selten. Auf diese Weise ließe sich auch die Entstehungszeit des Pfingstfensters eingrenzen, da sich die Entstehungszeit des Apostelfensters durch dessen Stifterwappen ebenfalls auf 1425/30 festlegen lässt.
Bei der Herstellung des Kiliansfenster wurde derselbe Architekturriss verwendet wie bei dem von der gleichen Werkstatt hergestellten Veitsfenster in der St. Vitus-Kirche von Iphofen. Die von Heinrich Ragaller geäußerte Vermutung, dass es in Würzburg eine Glasmalereiwerkstatt gegeben hat, die sowohl das Münnerstädter Pfingstfenster als auch das Iphofener Veitsfenster geschaffen hat, ist plausibel, lässt sich aber nicht endgültig beweisen. Das Pfingstfenster befand sich bereits bei der umfangreichen Restaurierung von 1898 an seiner heutigen Position, an der sich auch danach nichts geändert hat.
Das Pfingstfenster zeigt die Erscheinung des Auferstandenen vor den Aposteln (erste zwei Zeilen), mehrere Engel (zweite und siebte Zeile) sowie das Pfingstereignis und die Heilig-Geist-Taube (Zeilen vier bis sechs).

### Elisabethfenster

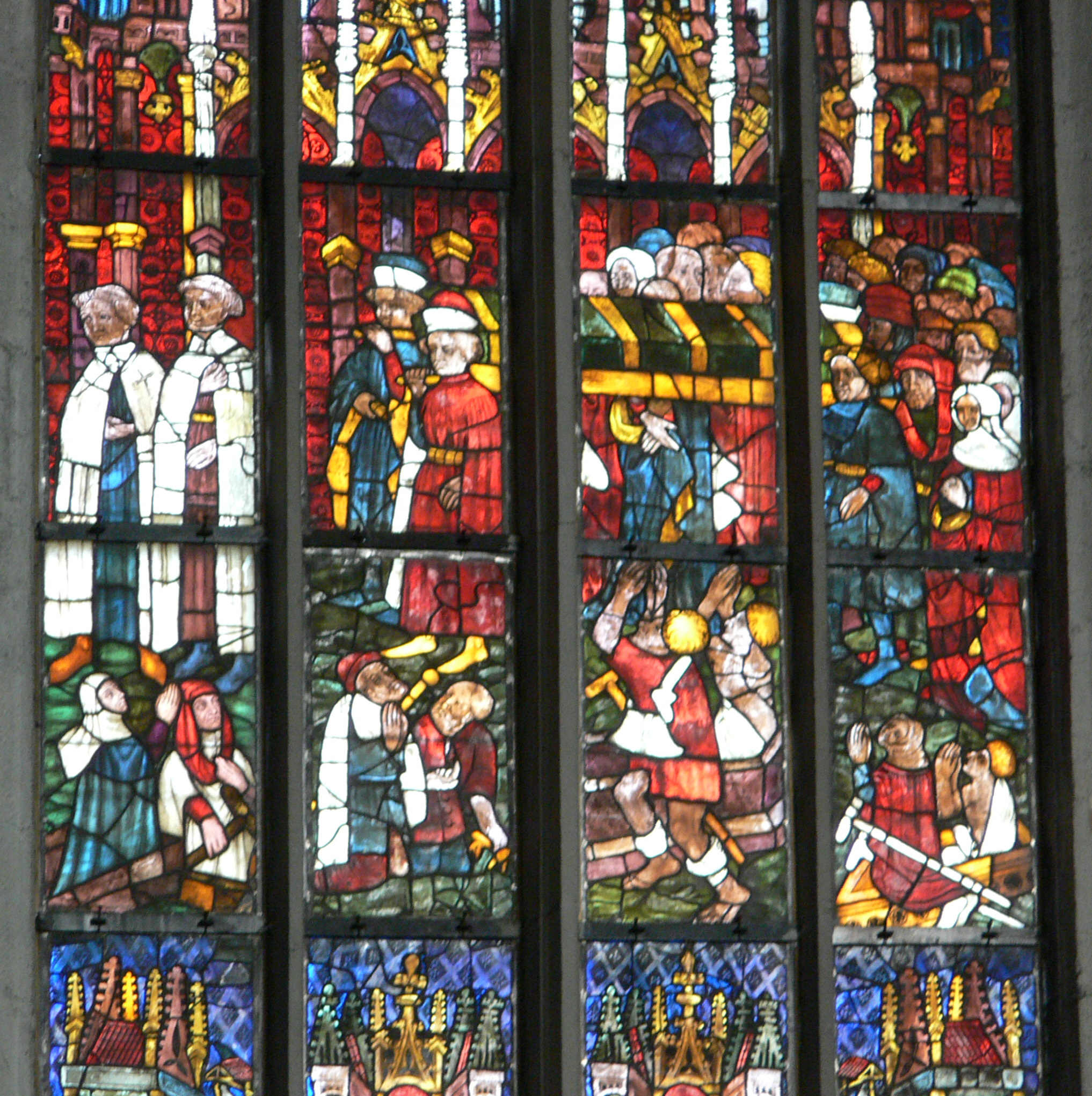
Elisabethfenster, Detailaufnahme des Leichenzugs

Das Elisabethfenster entstand um 1415/20 beziehungsweise um 1420. Von den ursprünglich 56 Scheiben des Fensters sind heute nur noch 34 erhalten.
Von den Glasfenstern der Kirche ist das Elisabethfenster wahrscheinlich das einzige Fenster, dessen Position sich nie geändert hat.
Das Elisabethfenster zeigt in der zweiten Zeile die hl. Barbara (Fragment), die Kreuzigung (Fragment), die Dornenkrönung sowie die hl. Ursula (Fragment). Die restlichen Darstellungen zeigen Szenen aus dem Leben der hl. Elisabeth: In der fünften Zeile den Abschied ihres Ehemannes, des Landgrafen, das Rosenwunder, eine unbestimmbare Szene und die Nachricht vom Tod ihres Mannes, in der achten Zeile Elisabeth an der Pforte des Franziskanerklosters, betende Franziskaner und Elisabeth bei der Krankenpflege sowie in Zeile zehn bis zwölf die Übertragung der Gebeine der hl. Elisabeth.
Das Elisabethfenster entstand im Stil der Familie Parler. Dies äußert sich beim Elisabethfenster in kurzen gedrungenen Figuren sowie der Erzählfreude, die sich in der Schilderung von anekdotischen Details äußert. Der Umstand, dass der Einfluss der Parler nach 1400 deutlich nachließ, ist ein Indiz für die frühe Datierung des Elisabethfensters.
Eine Stiftung des Elisabethfensters durch den Deutschen Orden gilt als wahrscheinlich. Deutliche Indizien sind, dass die hl. Elisabeth, eine wichtige Patronin des Deutschen Ordens, eine Glasfensterdarstellung erhielt und dass bei der Übertragung der Gebeine zwei Priester des Deutschen Ordens in auffälliger Weise dargestellt sind. Zudem geriet der Deutsche Orden im Verlauf des 15. Jahrhunderts in finanzielle Schwierigkeiten, wodurch – als weiteres Indiz für das Jahr 1420 als Entstehungsjahr – eine spätere Stiftung unwahrscheinlich ist. Der wahrscheinlichste Stifter ist der Komtur Ulrich von Nürnberg, über den allerdings zu wenig bekannt ist, um diese These weiter zu stützen.
Eine nicht mehr vorhandene Inschrift am Elisabethfenster belegte, dass die Restaurierung von 1899 von der Franz Mayer’schen Hofkunstanstalt vorgenommen wurde. Am Ort der alten Inschrift in der Darstellung des Rosenwunders wurde nach dem Zweiten Weltkrieg eine Inschrift mit den Jahreszahlen 1899 und 1952 angebracht. Möglicherweise befand sich an dieser Stelle ursprünglich das Wappen des Deutschen Ordens.

### Passions- bzw. Christusfenster
Das Passions- beziehungsweise Christusfenster entstand um 1420 beziehungsweise um 1430.
An der heutigen Position des Passionsfensters befanden sich von vor 1914 bis etwa 1970 ein Depotfenster (nicht identisch mit dem heutigen Depotfenster). Ab 1953 wurden an der heutigen Position des Passionsfensters Kiliansfragmente ergänzt, die sich zuvor in der Ritterkapelle der Kirche befanden. Etwa 1970 kamen die Kiliansfragmente in das heutige Kilians- und Katharinenfenster.
Das Passionsfenster selbst befand sich von vor 1914 bis 1953 an der Position des heutigen Apostelfensters und von 1953 bis etwa 1970 an der Position des heutigen Kilians- und Katharinenfensters. Um 1970 kam das Passionsfenster an seinen heutigen Platz; aus liturgischer Sicht (direkter Blick vom Hochaltar aus) ist zu vermuten, dass dies auch die historisch ursprüngliche Positionierung des Passionsfensters war.
Das Passionsfenster ist im weichen Stil gestaltet. Es unterscheidet sich allerdings von den anderen im weichen Stil gefassten Fenstern durch die geringer ausgeprägte perspektivische Gliederung der architektonischen Aufbauten sowie durch die Einteilung in Simultanbilder, also die gleichzeitige Darstellung jeweils zweier Szenen, die eigentlich nicht gleichzeitig stattfanden.
Das Fenster zeigt das Verhör Christi durch Pontius Pilatus sowie seine Geißelung (Zeilen eins und zwei), die Dornenkrönung und die Kreuztragung (Zeilen drei und vier), die Kreuzigung und Grablegung (Zeilen fünf und sechs), die Auferstehung und die Noli me tangere-Szene (Zeilen sieben und acht), musizierende Engel (Zeile 9) sowie Engel mit Leidenswerkzeugen, Maria als Schmerzensmutter und Christus als Schmerzensmann in Zeile zehn, wobei sich Schmerzensmutter und Schmerzensmann von Zeile zehn bis Zeile elf erstrecken.
Die linke Bahn des Fensters ist fast vollständig neu. Bei vielen Architekturscheiben wie zum Beispiel der Ölbergszene, der Gefangennahme Jesu und dem Judaskuss handelt es sich um Kopien; wahrscheinlich befinden sich lediglich vom Judaskuss einige originale Reste im Depotfenster. Durch diese Kopien erhielt das Fenster Anfang der 1970er Jahre seine heutige Größe.

### Kilians- und Katharinenfenster
Das Kiliansfenster und das Katharinenfenster waren ursprünglich selbständig. Beide Fenster entstanden um das Jahr 1430 (möglicherweise auch 1450). Beide Fenster weisen stilistische Ähnlichkeiten wie die lebhafte Komposition sowie eine grundsätzlich ähnliche Bildstruktur auf. Diese Gemeinsamkeiten lassen vermuten, dass beide Fenster in derselben Werkstatt geschaffen wurden. Eine stilistische Verwandtschaft des Kilians- und des Katharinenfensters besteht ferner zum Maria-Magdalenen-Fenster.
An der Position des heutigen Kilians- und Katharinenfensters befanden sich von vor 1914 bis 1953 das Magdalenenfenster sowie von 1953 bis etwa 1970 das Passionsfenster.
Im unteren Teil des Fensters (die ersten vier Zeilen) finden sich Darstellungen des hl. Kilian, während die restlichen Darstellungen des Fensters (Zeilen sechs bis zwölf) die hl. Katharina zeigen.

#### Kiliansfenster
Die ersten zwei Zeilen zeigen zum einen Predigt und Taufe des hl. Klian, zwei Fragmente sowie den Traum des Kilian (erste Zeile) und zum anderen Herzog Gosbert mit Kilians Mördern (zweite Zeile). Die Zeilen drei und vier zeigen Herzogin Gailana mit Kilians Mördern sowie Kilians Martyrium (vierte Zeile) und beherbergen ein Fragment mit den hl. Kolonat und Totnan (dritte Zeile).
Szenen und Architekturgliederung belegen, dass das Kiliansfenster ursprünglich selbständig war. In dieser Form war es sehr wahrscheinlich im Chor untergebracht, da es zum einen für das Langhaus zu groß dimensioniert war und zum anderen der Chor wohl der angemessene Darstellungsort für Kilian, den Heiligen des Bistums Würzburg, war.
Während der ersten Jahrzehnte des 15. Jahrhunderts und damit während der Entstehungszeit des Kiliansfensters stieg die Verehrung des hl. Kilian in einem beträchtlichen Umfang. Beispielsweise erhielten ab 1401 Besucher des Würzburger Doms am Kilianstag (8. Juli) einen vollkommenen Ablass. Möglicherweise war auch der Glasmaler des Kiliansfenstes in Würzburg ansässig. Nach den Illustrationen für die um 840 über den hl. Kilian verfasste Überlieferung Passio minor gehören die Münnerstädter Kiliansfenster zu den ältesten erhaltenen Kilianszyklen.
Als der Nürnberger Bildhauer Veit Stoß das von Tilman Riemenschneider geschaffene Magdalenenretabel überarbeitete und mit Bildern unter anderem der Kilianszene versah, ließ er sich dabei auch von der Darstellung des Kiliansfensters inspirieren. Dies äußert sich beispielsweise in der Darstellung einiger Figuren sowie der Darstellung ganzer Szenen wie der Szene der Ermordung Kilians.
Um 1914 befanden sich Reste des Kiliansfensters nahe der Ritterkapelle der Kirche und kamen während der Restaurierung von 1953 in ein damaliges, an der Position des heutigen Passionsfensters vorhandenes Depotfenster (nicht identisch mit dem heutigen Depotfenster). Etwa 1970 kamen die Kiliansfragmente in das heutige Kilians- und Katharinenfenster.

#### Katharinenfenster
In den Zeilen sechs bis sieben sind die Geißelung und die Kerkerhaft der hl. Katharina – von 1336 bis 1498 neben der hl. Maria Magdalena Mitpatronin der Kirche – zu sehen. Die Zeilen acht und neun zeigen die hl. Katharina im Gespräch mit Kaiser Maxentius sowie das Radwunder. In den Zeilen elf und zwölf sind die Enthauptung und die Grablegung der hl. Katharina dargestellt. Bei den in der Radwunderszene dargestellten Köpfen handelt es sich um die Köpfe von Heiden. Eva Ulrich und Hartmut Krohm bezeichneten diese Köpfe als die Köpfe der von Katharina bekehrten Philosophen. Julia und Christian Hecht halten dem entgegen, dass die Philosophen zwar den Feuertod gestorben seien, ihre Haare und Kleider dabei jedoch unbeschädigt sein; daher wäre es folgerichtig, dass es sich bei den dargestellten Köpfen um Köpfe von Heiden handelt.
Um 1900 wurde das Katharinenfenster von Carl de Bouché restauriert.
Das Katharinenfenster befand sich von vor 1914 bis 1953 an der Position des heutigen Maria-Magdalena-Fensters sowie von 1953 bis etwa 1970 an der Position des heutigen Apostelfensters. Um 1970 kam es zusammen mit den Resten des Kiliansfensters an seine heutige Position. Von den Scheiben, die sich ursprünglich über das ganze Chorfenster erstreckten, sind heute lediglich 16 Scheiben erhalten; von diesen wiederum wurde ein Großteil stark überarbeitet beziehungsweise komplett neu geschaffen.

### Maria-Magdalenen-Fenster
Das Maria-Magdalenen-Fenster entstand um das Jahr 1440 (möglicherweise auch nach 1450). Es zeigt eine stilistische Ähnlichkeit zum Kilians- und Katharinenfenster.
Um 1900 wurde das Maria-Magdalenen-Fenster von der Königlich-Bayerischen Hofglasmalerei Franz Xaver Zettler restauriert. Im Gegensatz zu den Restaurierungsarbeiten beispielsweise von Carl de Bouché sind Zettlers restauratorischen Überarbeitungen auch als solche zu erkennen.
An der Position des heutigen Maria-Magdalenen-Fensters befand sich von vor 1914 bis 1953 das Katharinenfenster. Das Maria-Magdalenen-Fenster selbst befand sich in der Zeit von vor 1914 bis 1953 an der Position des heutigen Kilians- und Katharinenfensters und kam im Jahr 1953 an seinen heutigen Platz.
Das Fenster zeigt in der ersten Zeile den Apostel Paulus, die Kreuzigungsszene, eine Stifterfigur und das Fragment eines hl. Bischofs. Die Zeilen drei und vier zeigen Maria Magdalena, der die Münnerstädter Stadtpfarrkirche geweiht ist, in der Wüste sowie ihre Emporhebung in den Himmel durch die Engel. In den Zeilen sechs und sieben ist die Grablegung der Heiligen zu sehen.
Die Identifizierung der in der ersten Zeile dargestellten Stifterfigur ist mit Unsicherheiten verbunden. So ähnelt das in der betreffenden Scheibe gezeigte Wappen zwar dem Wappen des Adelsgeschlechtes Castell doch verhält sich die gezeigte Anordnung der Farben entgegengesetzt zur Farbanordnung am realen Wappen. Falls es sich um das Wappen der Familie Castell handelt, war der Stifter des Fensters wohl Wilhelm II. zu Castell, der zur fraglichen Zeit die Grafschaft Castell innehatte. Andere Träger des Namens Castell gab es im betreffenden Zeitraum nicht. Julia und Christian Hecht halten es jedoch für unwahrscheinlich, dass ein adeliger Graf ein Glasfenster für einen von Bürgern erbauten Chor stiftete, und vermuten ein Mitglied der Ministerialität angehörenden Familie Schott (oder Schotten, Schatt, Schott von Schottenstein) als Stifter des Fensters, wahrscheinlich einen der Brüder Heinrich, Engelhard und Wilhelm.

### Apostelfenster
Das Apostelfenster entstand um 1425 oder um 1430. Das Apostelfenster ist wie das Pfingstfenster im weichen Stil gestaltet, was sich in der Integration schön gezeichneter Figuren – siehe beispielsweise die weit fließenden Gewänder der Figuren des Apostelfensters – in einen großen architektonischen Aufbau äußert. Dieser Effekt kommt beim Apostelfenster viel besser zur Geltung als beim Pfingstfenster, dessen Figuren sich wegen ihrer Vielzahl gegenseitig bedrängen.
Das Apostelfenster entstand wahrscheinlich in der gleichen Werkstatt wie das Pfingstfenster. Dafür sprechen die perspektivischen Architekturen beider Fenster sowie die ähnlich gestalteten Gesichtszüge. Die perspektivische Anlage von Szenen über die gesamte Breite des Fensters findet sich in Deutschland selten.
Um 1900 wurde das Apostelfenster von Carl de Bouché restauriert, wie eine entsprechende, unter der Darstellung des Evangelisten Johannes befindliche Inschrift belegt.
An der Position des heutigen Apostelfensters befand sich von vor 1914 bis zum Jahr 1953 das Passionsfenster sowie von 1953 bis etwa 1970 das Katharinenfenster. Das Apostelfenster selbst befand sich von vor 1914 bis etwa 1970 an der Position des heutigen Depotfensters.
Das Fenster zeigt in den ersten beiden Zeilen die Apostel Johannes, Paulus, Petrus sowie Jakobus den Älteren mit der Figur einer Stifterin. In Zeile drei sind Fragmente sowie Engel mit Leidenswerkzeugen sowie mit einem Stifterwappen zu sehen. Die Zeilen vier und fünf zeigen die Apostel Bartholomäus, Andreas, Philippus und Matthäus sowie die Zeilen sechs und sieben einen nicht identifizierten Apostel, die Apostel Judas Thaddäus und möglicherweise Simon Zelotes sowie einen weiteren nicht identifizierten Apostel mit zwei Schwertern.
In letzterem, am rechten Bildrand befindlichen Apostel mit den zwei Schwertern wurde bereits der Apostel Thomas vermutet. Julia und Christian Hecht halten diese Zuordnung jedoch für unwahrscheinlich. Ihrer Argumentation zufolge wird der Apostel Thomas im Gegensatz zu dem unbekannten Apostel am Apostelfenster in der Regel mit einem Winkelmaß und mit Bart dargestellt. Ferner sei eine Darstellung mit zwei Schwertern statt lediglich mit einem Schwert ungewöhnlich.
An zwei Stellen des Apostelfensters ist ein Stifterwappen zu sehen. Bei diesem Wappen handelt es sich um das Wappen der Münnerstädter Patrizierfamilie Kohlhausen (auch Kolhausen, Kohlhusen oder Kolhusen genannt; manchmal zusätzlich mit dem Prädikat „von“).